# Fezzan

Provinciile tradiționale ale Libiei: Tripolitania, Fezzan și Cirenaica.

Fezzan este o regiune istorică în sud-vestul Libiei. Fezzanul cuprinde în mare, o parte din Deșertul Libian și este delimitat de Valea Ash-Shati în nord, în vest de Irawan Wadi, în est de Cirenaica și în sud de frontiera cu Ciad.